# Jacques Haissinsky
Jacques Haissinsky (ou Jacques Haissinski) est un physicien français, spécialiste en physique des particules, né à Paris le 22 novembre 1935 et mort à Massy le 26 mars 2024,.

## Biographie
Jacques Haissinsky est le fils du radiochimiste franco-ukrainien Moïse Haissinsky.
Il est ancien élève de l'École normale supérieure, de la promotion scientifique de 1954.
Il est professeur émérite de l'Université Paris-Sud, chercheur au Laboratoire de l'accélérateur linéaire (LAL), premier directeur du DAPNIA, ancien directeur de l'institut IN2P3 du CNRS et membre de la Société française de physique (SFP).
Il fait partie de l'équipe du Musée de la lumière et de la matière (Sciences ACO), situé sur le campus de l'Université Paris-Saclay.
Il a obtenu le Prix Félix-Robin en 2001 et le Prix Lagarrigue en 2012.Jacques Haissinski a été un adhérent très actif de l'Union rationaliste (UR). Il est l'auteur, avec d'autres membres influents de l'UR (Jean-Pierre Kahane, Hélène Langevin-Joliot et Évariste Sanchez-Palencia) du livre :
 Jacques Haissinski, Hélène Langevin-Joliot, Science et culture, repères pour une culture scientifique commune, (2015), Rennes, Éditions Apogée, collection Espace des sciences
Ce livre de culture scientifique s'adresse à tous, dans un monde où la science joue un rôle plus grand que jamais. Il présente principes, méthodes et connaissances de manière synthétique ou par des récits. Le texte, accompagné de nombreuses illustrations, se lit à deux niveaux, le premier explicitant des notions essentielles, le second apportant commentaires et exemples ouvrant sur des questions concrètes ou sur des avancées scientifiques récentes.
Par ailleurs, Jacques Haissinski a été très impliqué dans la réflexion sur les risques encourus par l'écologie sous l'effet du changement climatique et des activités humaines. Il a rédigé pour l'UR de nombreux articles et ouvert un appel à contributions sur ce thème à publier dans la revue Les Cahiers rationalistes. L'ensemble de ces articles est maintenant en ligne sur le site de l'UR : https://union-rationaliste.org  (sous la rubrique TER (Transition Ecologique et Rationalité). 

## Publications
- Irlande, terre de saints et de héros, 1953.
- Expériences sur l'anneau de collisions AdA, thèse de sciences physiques, Université Paris-Sud, 1965.
- Au LEP, une physique nouvelle, Laboratoire d'Annecy-le-Vieux de physique des particules, 1989.
- LAL 1956-2006, 50 ans d'avancées scientifiques, de Serge Guyon, avec Hélène Kérec, F. Falda-Quenzer, G. Le Meur et B. Mouton, CNRS Images Média, 2006.
- Science et culture, repères pour une culture scientifique commune, avec Jean-Pierre Kahane, Hélène Langevin-Joliot et Évariste Sanchez-Palencia, Rennes, Éditions Apogée, collection Espace des sciences, 2015[6].
- L'urgence de la transition écologique et Appel à constituer un groupe de réflexion et de travail sur la transition écologique, Les Cahiers rationalistes, 2019.
- Histoire des premiers anneaux de stockage et de collisions, Société française de physique, 2020.